# كيلي غونزاليس
كريستيان ألبيرتو غونزاليس بيريت (بالإسبانية: Kily González)‏ (مواليد 4 أغسطس 1974 في روساريو) لاعب كرة قدم أرجنتيني دولي يجيد اللعب في خط الوسط. يلعب حاليا لصالح نادي روساريو سينترال الأرجنتيني من سنة 2010.

## مسيرته الكروية
لعب كيلي غونزاليس خلال مسيرته الاحترافية مع 6 أندية في تسعة عشر موسمًا وسجل خلالها 45 هدفًا ضمن 448 مباراة. حيث فاز في موسمين بالكأس وفي موسم واحد بالدوري.
خاض كيلي غونزاليس مسيرته مع نادي روزاريو سنترال في موسم 1993–94 في المرة الأولى لمدة موسم واحد ثم في موسم 2006–07 ليلعب معه أربعة مواسم ثم في موسم 2010–11 لمدة موسم واحد، مشاركًا طوالها في 144 مباراة سجل خلالها 19 هدفًا. ثم انتقل إلى نادي بوكا جونيورز في موسم 1995–96 ولمدة موسمين، حيث شارك في 37 مباراة سجل خلالها 3 أهداف. لينتقل بعدها إلى نادي ريال سرقسطة في موسم 1996–97 واستمر معه طيلة ثلاثة مواسم، مشاركًا في 92 مباراة سجل خلالها 15 هدفًا. ثم انتقل إلى نادي فالنسيا في موسم 1999–00 ليلعب معه أربعة مواسم، مشاركًا في 92 مباراة سجل خلالها 8 أهداف. هذا وانتقل لاحقًا إلى نادي إنتر ميلان في موسم 2003–04 واستمر معه طيلة ثلاثة مواسم، مشاركًا في 51 مباراة ولم يسجل أي هدف. ثم انتقل بعدها إلى نادي سان لورينزو في موسم 2009–10 لمدة موسم واحد، مشاركًا في 32 مباراة ولم يسجل أي هدف أيضًا.

## روابط خارجية
- كيلي غونزاليس على موقع الاتحاد الدولي (مؤرشف)  (الإنجليزية)
- كيلي غونزاليس على موقع الاتحاد الأوربي (الإنجليزية)
- كيلي غونزاليس على موقع قاعدة بيانات كرة القدم.إي يو (الإنجليزية)
- كيلي غونزاليس على موقع ليكيب (الفرنسية)
- كيلي غونزاليس على موقع ناشيونال فوتبول تيمز (الإنجليزية)
- كيلي غونزاليس على موقع Soccerway.com (الإنجليزية)
- كيلي غونزاليس على موقع عالم كرة القدم.نت (الإنجليزية)
- كيلي غونزاليس على موقع أوليمبيديا (الإنجليزية)